# Riga Film Studio
Riga Film Studio (Lettiska: Rīgas Kinostudija) är ett lettiskt filmproduktionsbolag baserat i Riga och grundat 1940 på grundval av de tidigare privata filmbolagen. År 1948 grundades Riga Documentary Film Studio.

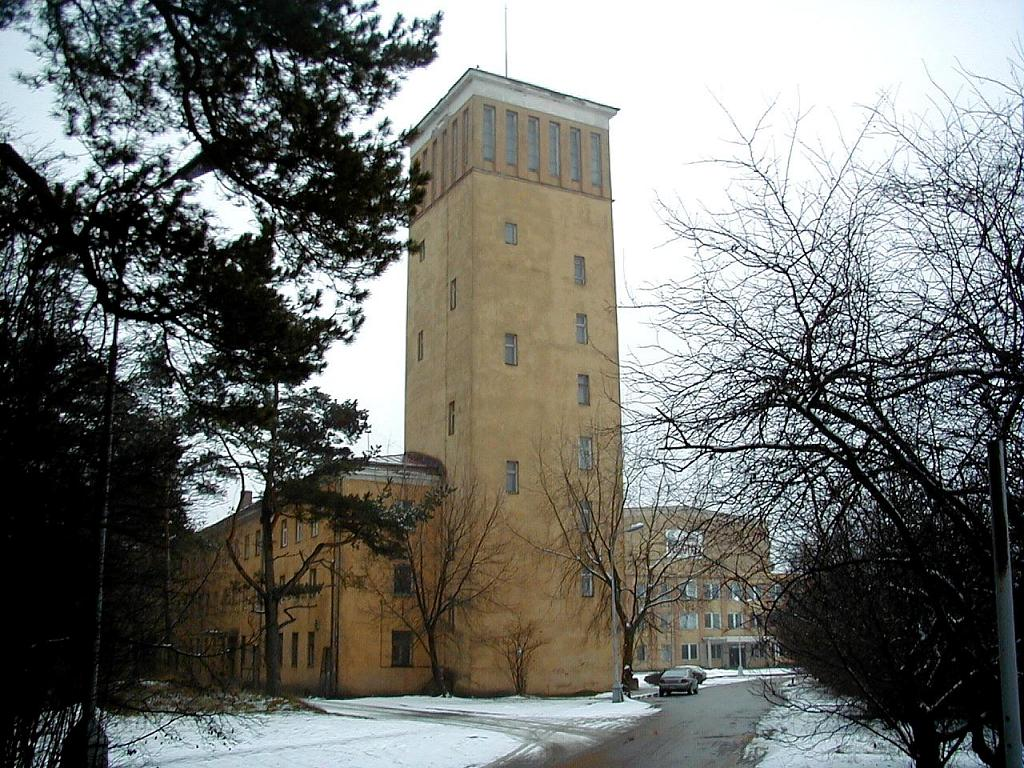
Riga Film Studio, 2002

Under 1970-80 producerade bolaget 10-15 filmer per år, vilket gav arbete åt 1 000 anställda.
År 2007 förkastades ett lagförslag av Lettlands ministerråd om att privatisera 125 filmer från RFS, de är fortfarande statlig egendom.
Studions intäkter 2023 kommer primärt från uthyrning av anläggningar, erbjudande om experttjänster och licensiering av filmer till distribution i Riga. Det saknades 2023 större egna filmproduktioner.